# Matej Mohorič
Matej Mohorič (ur. 19 października 1994 w Kranju) – słoweński kolarz szosowy.

## Osiągnięcia
Opracowano na podstawie:

2012
- 1. miejsce w International Junioren Radrundfahrt Oberösterreich
- 3. miejsce w Mistrzostwach Europy juniorów (jazda ind. na czas)
- 1. miejsce w Giro della Lunigiana
- 1. miejsce w Giro di Basilicata
- 1. miejsce w Mistrzostwach Świata juniorów
  - 2. miejsce w jeździe indywidualnej na czas

2013
- 1. miejsce w Mistrzostwach Świata do lat 23

2016
- 1. miejsce na 6. etapie Tour of Hainan

2017
- 1. miejsce na 7. etapie Vuelta a España
- 1. miejsce w Hong Kong Challenge

2018
- 1. miejsce w GP Industria & Artigianato di Larciano
- 1. miejsce na 10. etapie Giro d’Italia
- 1. miejsce w mistrzostwach Słowenii (start wspólny)
- 1. miejsce na 1. etapie Österreich-Rundfahrt
- 1. miejsce w BinckBank Tour
- 1. miejsce w Deutschland Tour
  - 1. miejsce na 3. etapie

2019
- 1. miejsce na 7. etapie Tour de Pologne

2021
- 1. miejsce w klasyfikacji punktowej Tour of Slovenia
- 1. miejsce w mistrzostwach Słowenii (start wspólny)
- 1. miejsce na 7. i 19. etapie Tour de France
- 2. miejsce w Clásica de San Sebastián
- 2. miejsce w Tour de Pologne
- 2. miejsce w Benelux Tour
  - 1. miejsce na 7. etapie

2022
- 1. miejsce w Mediolan-San Remo
- 2. miejsce w mistrzostwach Słowenii (jazda ind. na czas)
- 1. miejsce w Tour of Croatia
- 2. miejsce w Giro del Piemonte

2023
- 3. miejsce w Kuurne-Bruksela-Kuurne
- 2. miejsce w Dirka po Sloveniji
  - 1. miejsce na 5. etapie
- 1. miejsce na 19. etapie Tour de France
- 1. miejsce w Tour de Pologne
  - 1. miejsce w klasyfikacji sprinterskiej
  - 1. miejsce na 2. etapie

2024
- 1. miejsce w mistrzostwach Słowenii (jazda ind. na czas)

## Rankingi
| Rok             | 2013 | 2014 | 2015 | 2016 | 2017 | 2018 | 2019 | 2020 | 2021 | 2022 | 2023 | 2024 |
| --------------- | ---- | ---- | ---- | ---- | ---- | ---- | ---- | ---- | ---- | ---- | ---- | ---- |
| UCI World Tour  |      | -    | -    | -    | 117. | 59.  |      |      |      |      |      |      |
| World Ranking   |      |      |      | 869. | 102. | 36.  | 96.  | 86.  | 12.  | 28.  | 20.  | 73.  |
| UCI Europe Tour | 53.  |      |      | 717. | 461. | 16.  | 78.  | 71.  | 10.  | 22.  | 19.  | 58.  |
| UCI Asia Tour   | -    |      |      | -    | 8.   | -    |      |      |      |      |      |      |
|                 |      |      |      |      |      |      |      |      |      |      |      |      |
| Źródło: UCI     |      |      |      |      |      |      |      |      |      |      |      |      |